# Химн на Китай
„Маршът на доброволците“ (на традиционен китайски: 義勇軍進行曲, на опростен китайски: 义勇军进行曲, на пинин: Yìyǒngjūn Jìnxíngqǔ) e химна на Китайска народна република (КНР)
Той e написан през 1935 г. от известния поет и драматург Тиен Хан, музиката за химна е композирана от Ние Ар. На 29 септември Китайският народен политически консултативен съвет решава да приеме песента за временен национален химн на КНР, а на 4 декември 1982 г. Общокитайското събрание на народните представители официално приема песента за национален химн. По време на Културната революция де факто химнът на Китай е песента „Изтокът е червен“.
От 1978 до 1982 г. химнът се пее с модифициран текст, съдържащ препратки към Мао Цзедун, Китайската комунистическа партия и комунистическото бъдеще.

## Текст
Станете вие, които отказвате да бъдете роби;

С нашата собствена плът и кръв

да построим нова Велика стена!

Народът на Китай е изправен пред големи трудности,

всички трябва да отвърнем на предизвикателството.

Станете! Станете! Станете!

Милиони хора с една цел,

Настъпвайте въпреки вражеския огън!

Настъпвайте въпреки вражеския огън!

Напред! Напред! Напред!